# Památníky komunistických zločinů na Ukrajině
Památníky komunistických zločinů na Ukrajině byly zřízeny většinou přímo na místech pohřebišť obětí stalinských represí z let 1937-1938 nebo věznic NKVD, kde byli vězni hromadně vražděni roku 1941. Bezprostředními oficiálními opatřeními k řešení problému přeplněnosti věznic byl rozkaz lidového komisaře státní bezpečnosti Merkulova č. 2445/M z 23. června 1941 a rozkaz náčelníka vězeňského oddělení NKVD SSSR kapitána Filipova z 23. června 1941. První dokument se týkal urychlené evidence všech vězňů NKVD a rozdělení těch, kteří mají být deportováni do koncentračních táborů Gulag, a těch, kteří mají být zastřeleni (tímto úkolem bylo pověřeno místní vedení NKVD). Největším pohřebištěm obětí stalinských represí z let 1937-1941 na Ukrajině je území Národní historické a pamětní rezervace Bykivnijské hroby, které má rozlohu téměř 239 hektarů a může zde být pohřbeno až 100 000 obětí. Další masové hroby z doby stalinských čistek na Ukrajině jsou u obcí Umaň, Bila Cerkva, Čerkasy nebo Žytomyr. Některé památníky připomínají také oběti hladomoru na Ukrajině v letech 1921-1923 a 1932-1933, kterých bylo podle odhadů 3-5 milionů.
Všechna pohřebiště byla po válce sovětskými orgány pečlivě utajena - byla zabetonována, zabrána do stavby nebo předstírala, že jde o hřbitovy zemřelých na tyfus či jiné infekční nemoci. Konkrétně v Chmelnyckém byl na takovém místě postaven Ústřední obchodní dům, ve Vinnycji park kultury a oddechu, vede přes ně 9. kilometr Záporožské magistrály v Dněpru nebo se jedná o ústřední městský hřbitov v Sumách. Do roku 2017 bylo identifikováno 18 takových lokalit. 
Kromě regionálních center se pohřebiště obětí represí nacházejí v každém okresním městě nebo v jeho blízkosti. Podle Romana Krutsyka, předsedy kyjevské společnosti Memorial, byly jen v Ivanofrankivské oblasti provedeny vykopávky na 126 místech.

## Executed Renaissance
Během stalinských represí byla popravena nebo uvězněna většina ukrajinských umělců generace 20.-30. let označovaná jako Executed Renaissance (ukr: Розстріляне відродження, Червоний ренесанс). Počátkem masového vyhlazování ukrajinské inteligence je květen 1933, kdy byl zatčen Mychajlo Jalovyj a v charkovském domě Slovo spáchal sebevraždu Mykola Chvylovyj.
Kampaň se soustředila do let 1934 až 1940 a vrcholu dosáhla během Velké čistky v letech 1937-1938. Celkem bylo 223 spisovatelů vystaveno šikaně, zatčení a v řadě případů i věznění a popravě. Vyvrcholením akcí sovětského represivního režimu byly hromadné popravy "kontrarevolucionářů" spáchané roku 1938, v předvečer 20. výročí říjnového převratu. Téměř tři stovky představitelů ukrajinského obrození dvacátých let byly zastřeleny mezi 27. říjnem a 4. listopadem v Sandarmochu v Karélii. 28 příslušníků inteligence bylo zastřeleno již mezi 15-17. prosincem 1934 a jsou pohřbeni ve společném hrobě na hřbitově Lukanivka v Kyjevě.

## Památník Bykivnia
Od počátku 20. let 20. století až do konce 40. let 20. století, během stalinských čistek, sovětská vláda odvážela těla umučených a zabitých politických vězňů do borových lesů u vesnice Bykivnia a pohřbívala je v hrobě o rozloze 15 000 metrů čtverečních. Polští a ukrajinští archeologové, kteří na místě pracují, dosud identifikovali 210 samostatných masových hrobů. Za sovětské éry byla existence místa mnohokrát připomínána úřadům, přičemž nejznámější incident se odehrál v roce 1962, kdy tak učinil ukrajinský básník Vasyl Symonenko. Byl zatčen a těžce zbit sovětskými policisty a brzy poté zemřel v nemocnici na selhání ledvin.
Teprve v 90. letech 20. století potvrdily úřady nezávislé Ukrajiny, že zde byly pohřbeny tisíce ukrajinských a polských obětí. Dne 30. dubna 1994 byl v Bykivni otevřen velký památník obětem komunismu. Přibližně ve stejné době byly zahájeny archeologické práce, na nichž se podíleli ukrajinští i polští vědci. Počet zde pohřbených mrtvých těl se odhaduje na "desítky tisíc" až 30 000 - 100 000, některé odhady však hovoří až o 200 000. Bykivnijská tragédie je srovnatelná s místy jako Osvětim, Buchenwald, Dachau, Babyn Jar a Katyně.

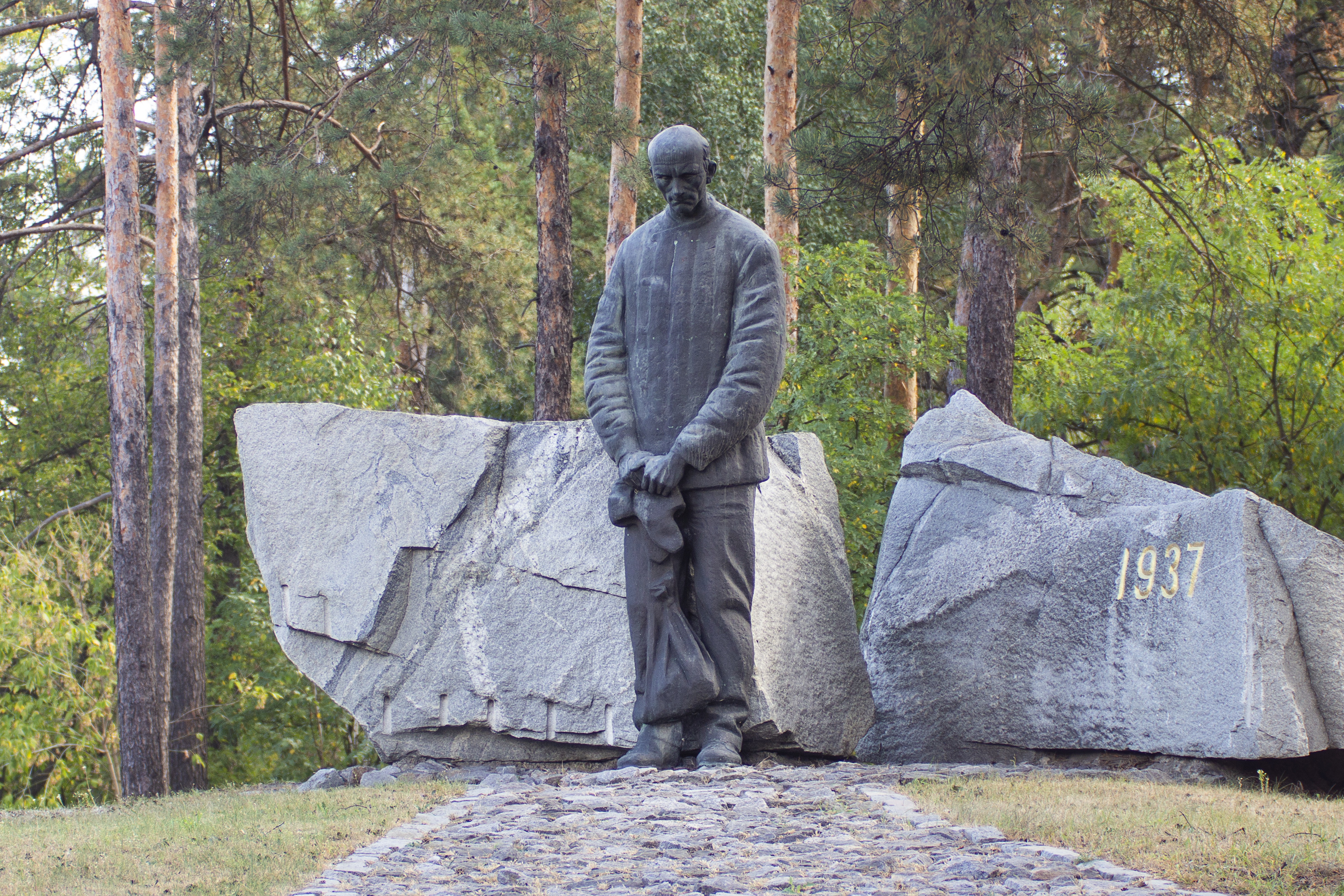
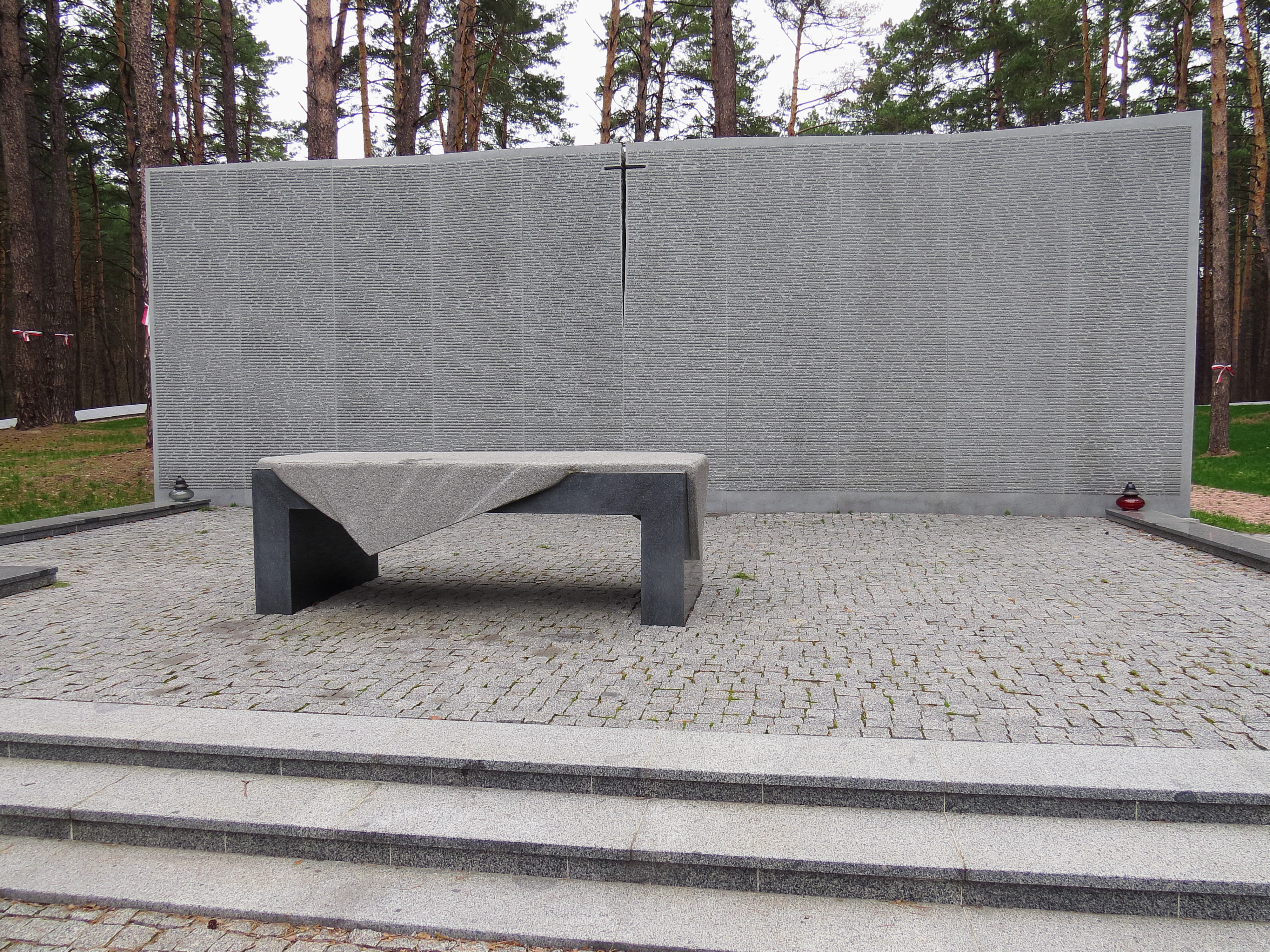
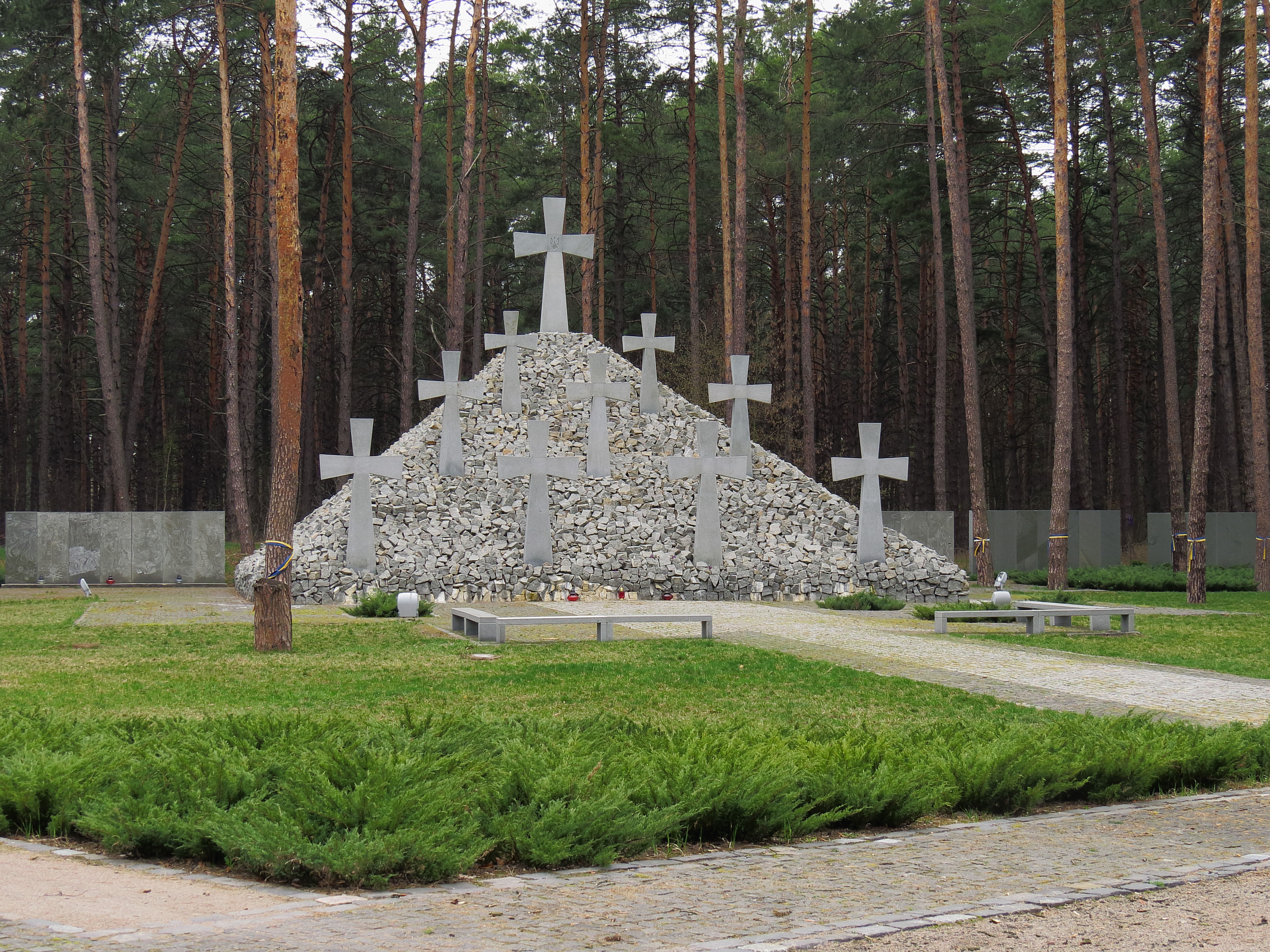
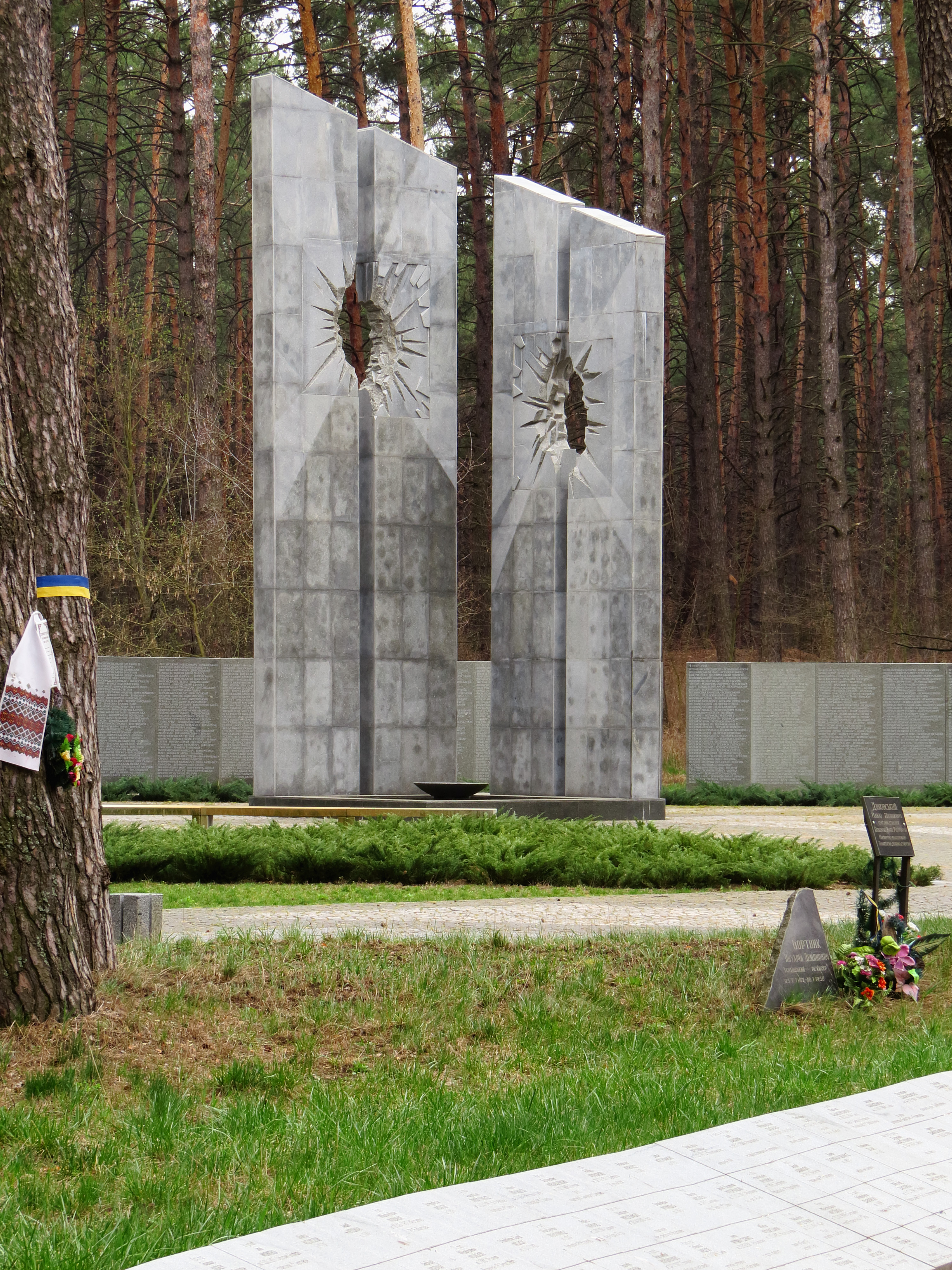
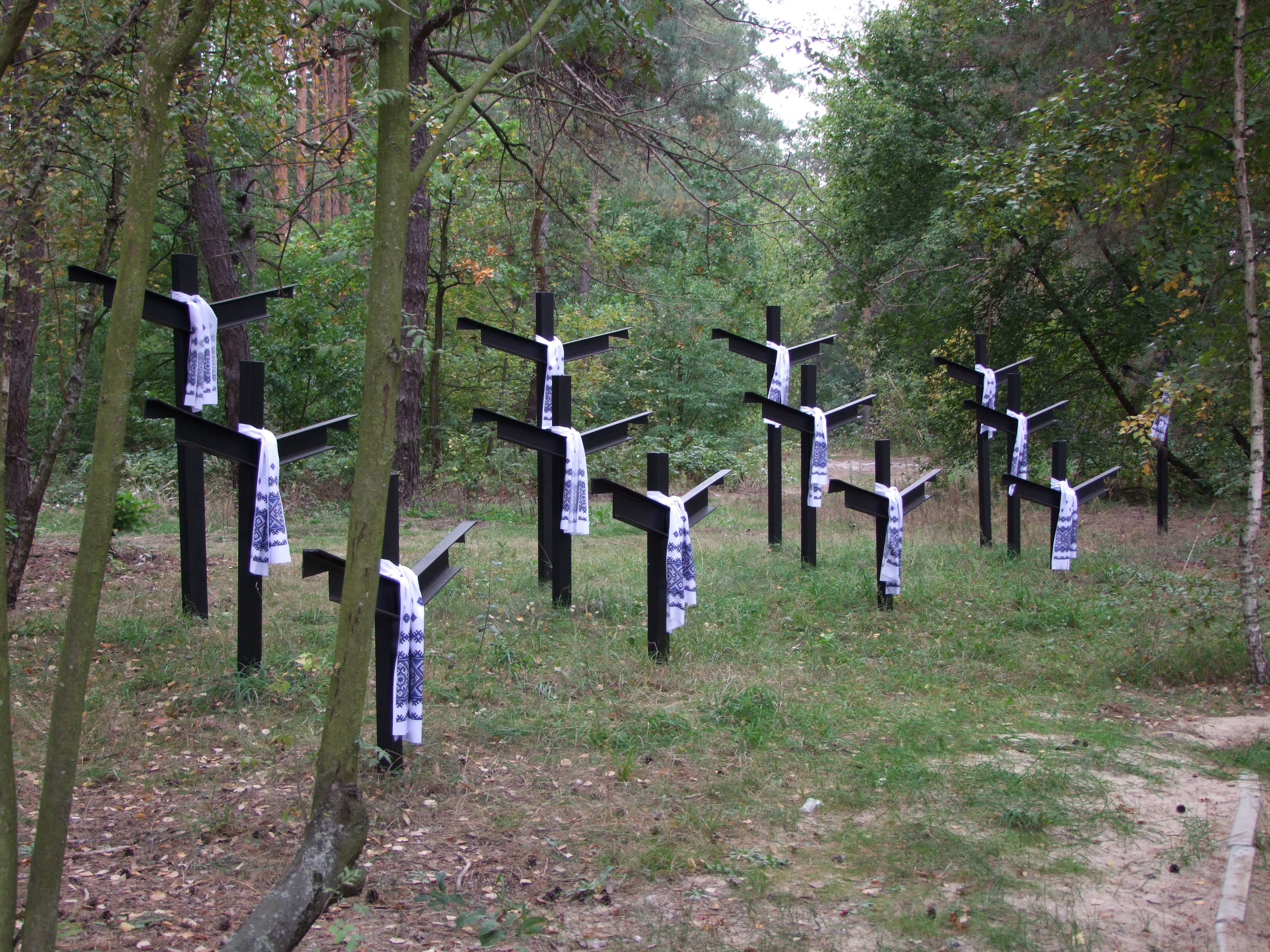

## Masakr ve Vinnycja
Vinnycký masakr byla masová poprava 9 000 až 11 000 lidí v ukrajinském městě Vinnycja, kterou provedla sovětská tajná policie NKVD během Velké čistky. Masové hroby ve Vinnycji byly objeveny během okupace Ukrajiny nacistickým Německem v roce 1943 a k vyšetření zločinu byla sestavena mezinárodní komise. Celkem bylo na třech místech objeveno 91 masových hrobů a exhumováno 9 432 těl, z toho 149 žen. Většina obětí pohřbených ve Vinnycji byla usmrcena kulkou ráže .22 vystřelenou do týla. Vzhledem k malé ráži kulky byla většina obětí zastřelena dvakrát a nejméně 78 z nich bylo zastřeleno třikrát. 395 nalezených obětí mělo kromě stop po střelném poranění rozbité lebky. Téměř všichni muži, jejichž ostatky byly vykopány, měli svázané ruce. Starší ženy byly oblečeny do nějakého oděvu, zatímco mladší oběti byly pohřbeny nahé. Popravy byly tajné, rodiny nebyly o osudu svých příbuzných informovány. Osobní věci, dokumenty a soudní dokumentace, pokud se dochovaly, byly pohřbeny v oddělené jámě nedaleko masových hrobů.
Mezinárodní Červený kříž později po vyšetřování určil, že za masakr jsou zodpovědní Sověti. Vyšetřování místa, které poprvé provedla mezinárodní Katyňská komise, se shodovalo s objevem podobného místa masového vraždění polských válečných zajatců v Katyni.

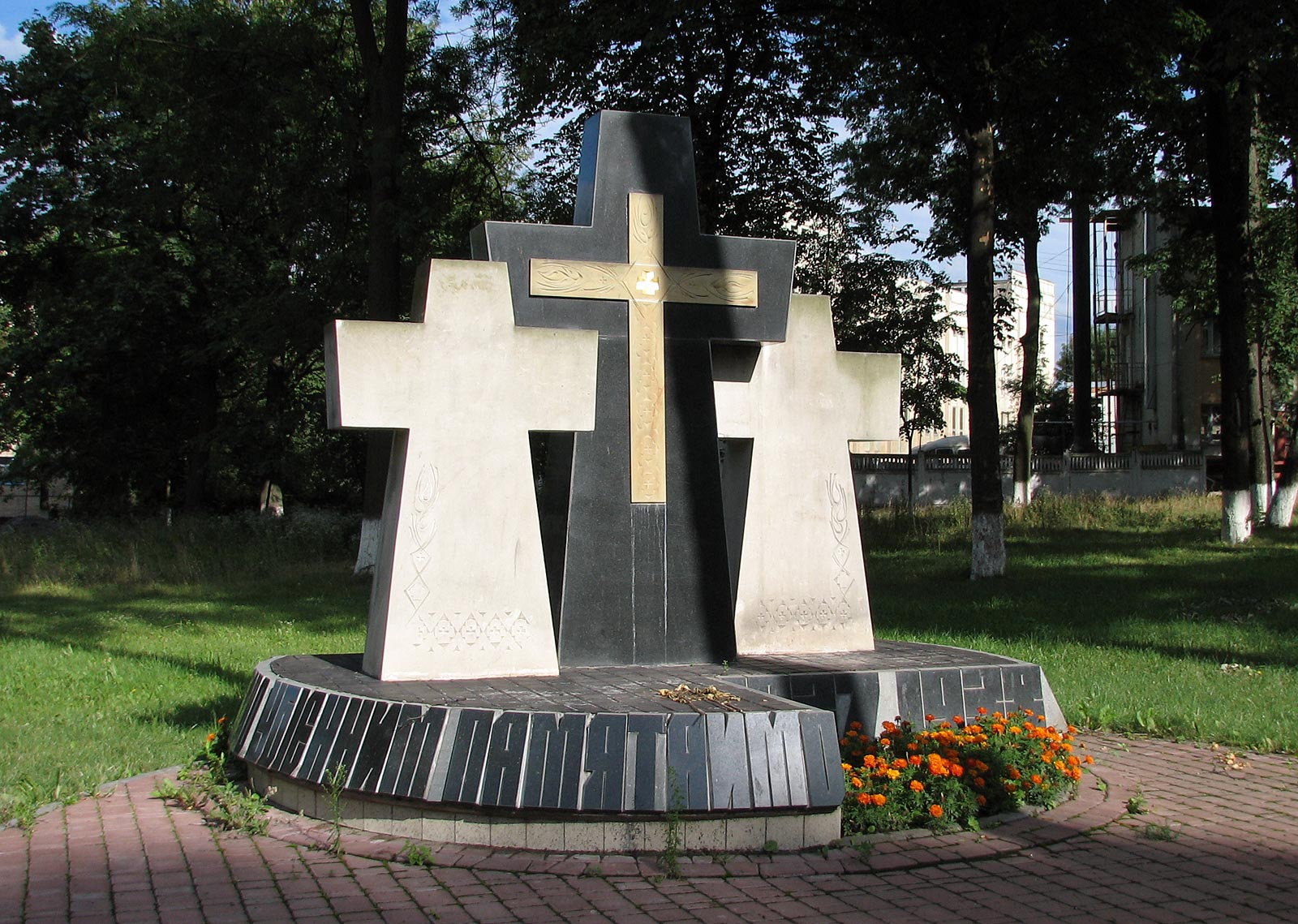
Památník Vinnycja
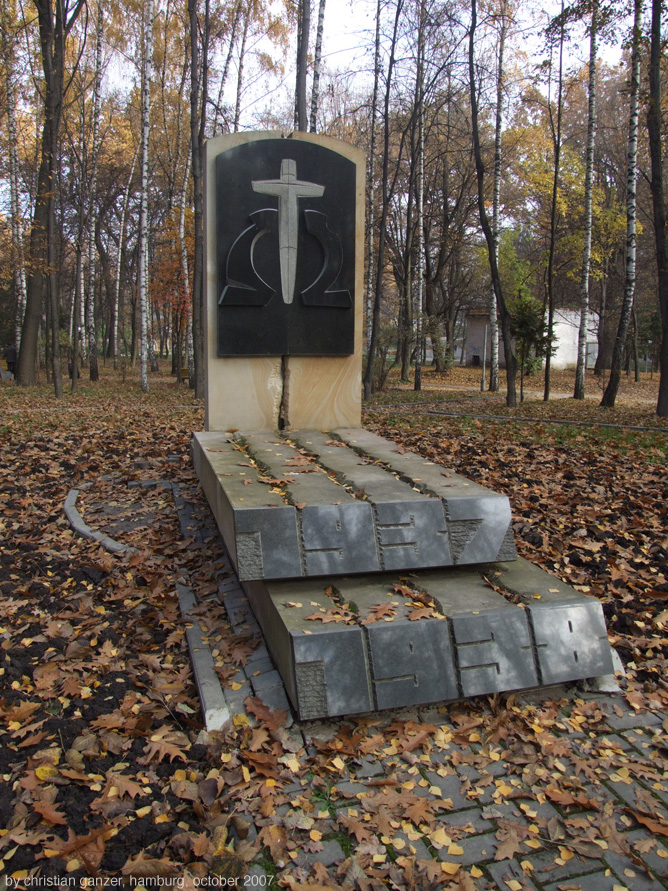
pomník obětím NKVD, Gorkij Park Vinnycja
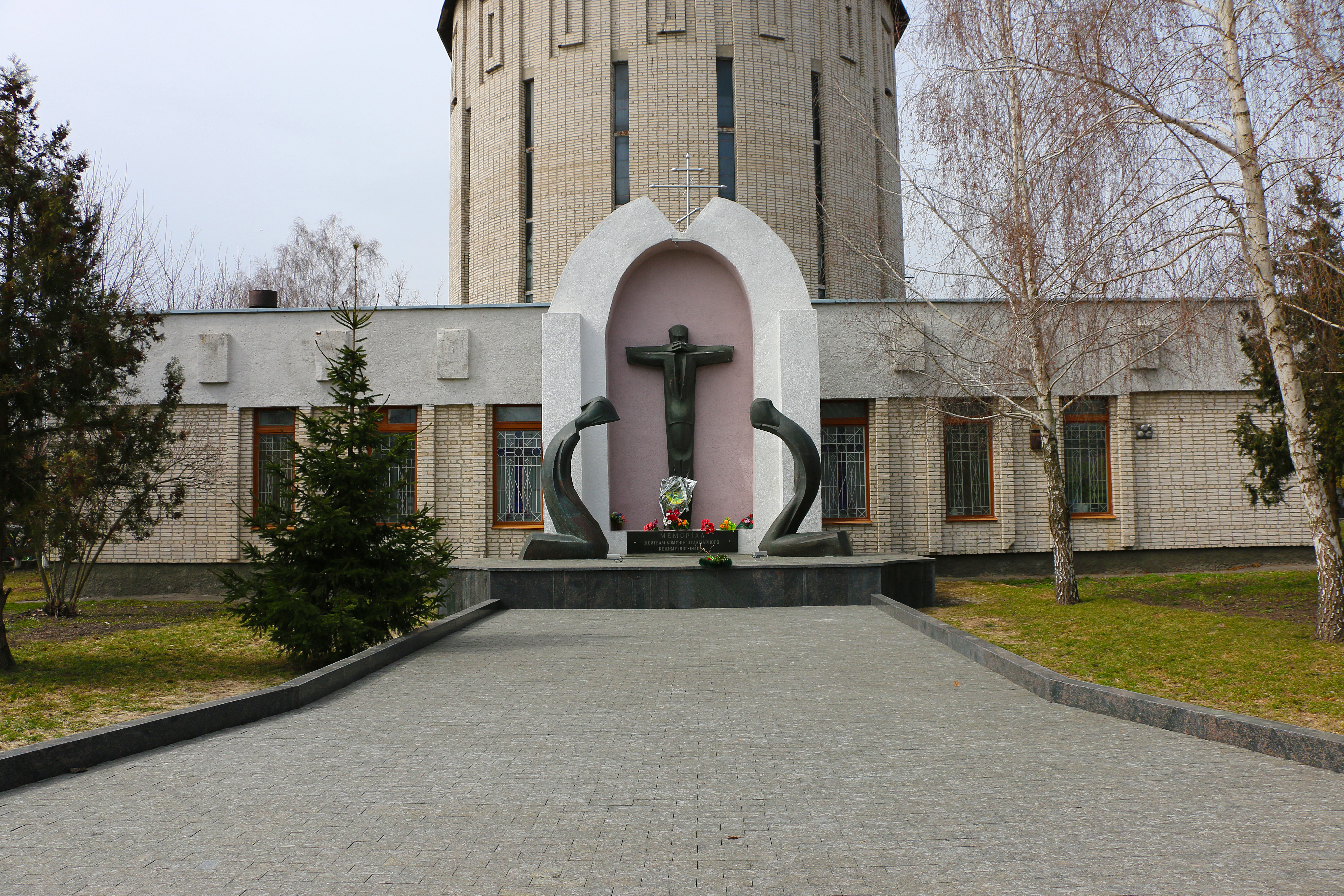
Masový hrob obětí stalinských represí Vinnycja
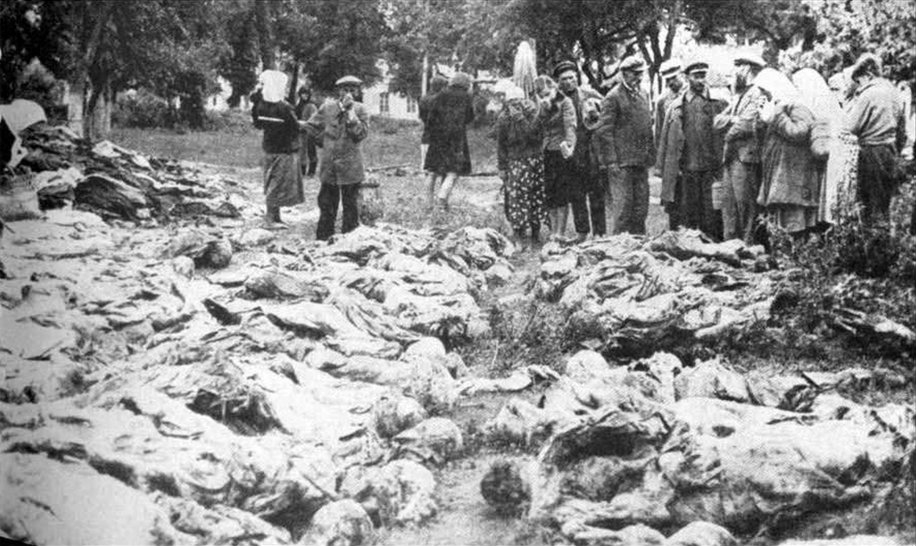
exhumované oběti
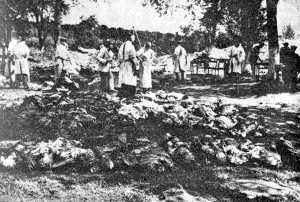
mezinárodní komise identifikuje oběti

## Pomník obětem politických represí v Doněcku
Pomník se nachází na "Rutčenkově poli" v Kirovské čtvrti Doněcka, na místě masového pohřbívání obětí stalinského teroru z let 1930-1940. První informace o zločinech sovětské vlády zveřejnila německá správa na podzim 1941. Podle četných očitých svědků Němci vyhnali místní obyvatele do pole a ukázali jim nedávno pohřbené mrtvoly. Nacisté tragédii Rutčenkova pole využili ve své propagandě.
Na jaře 1989 bylo při vykopávkách na území Rutčenkova pole nalezeno více než 500 ostatků lidí s prostřelenými lebkami. Na vykopávkách se aktivně podílela nevládní organizace Doněck Memorial. Podle této organizace je na Rutčenkově poli pohřbeno 5 000 až 7 000 obětí represí. 
Podle očitých svědků asi od poloviny 30. let 20. století obklopoval část Rutčenkova pole ve tvaru obdélníku pevný dvoumetrový nebo dokonce třímetrový dřevěný plot. Kromě plotu bylo toto místo obehnáno ostnatým drátem. Stála zde dřevěná věž s kulometem a v noci "objekt" hlídal strážný se psem nebo psy. Místní obyvatelé věděli, že se jedná o místo poprav odsouzených "nepřátel lidu". Později členové Památníku zjistili, že mnoho obětí bylo do Rutčenkova přivezeno z budovy moderní konzervatoře, kde v těch letech bylo sídlo NKVD. Téměř každý večer přivážela auta nazývaná "černá vrána" nové skupiny "nepřátel lidu". Některé oběti byly již mrtvé, ale mnohé sem byly přiváženy na popravu. Na území "objektu" byly vykopány dlouhé až stometrové zákopy, které byly zaplněny těly popravených. Jeden takový příkop byl na jaře a v létě 1989 odhalen na místě Doněckého památníku.
Na budově konzervatoře byla pamětní deska obětem KGB, kterou proruští doněčtí separatisté nechali roku 2016 odstranit.

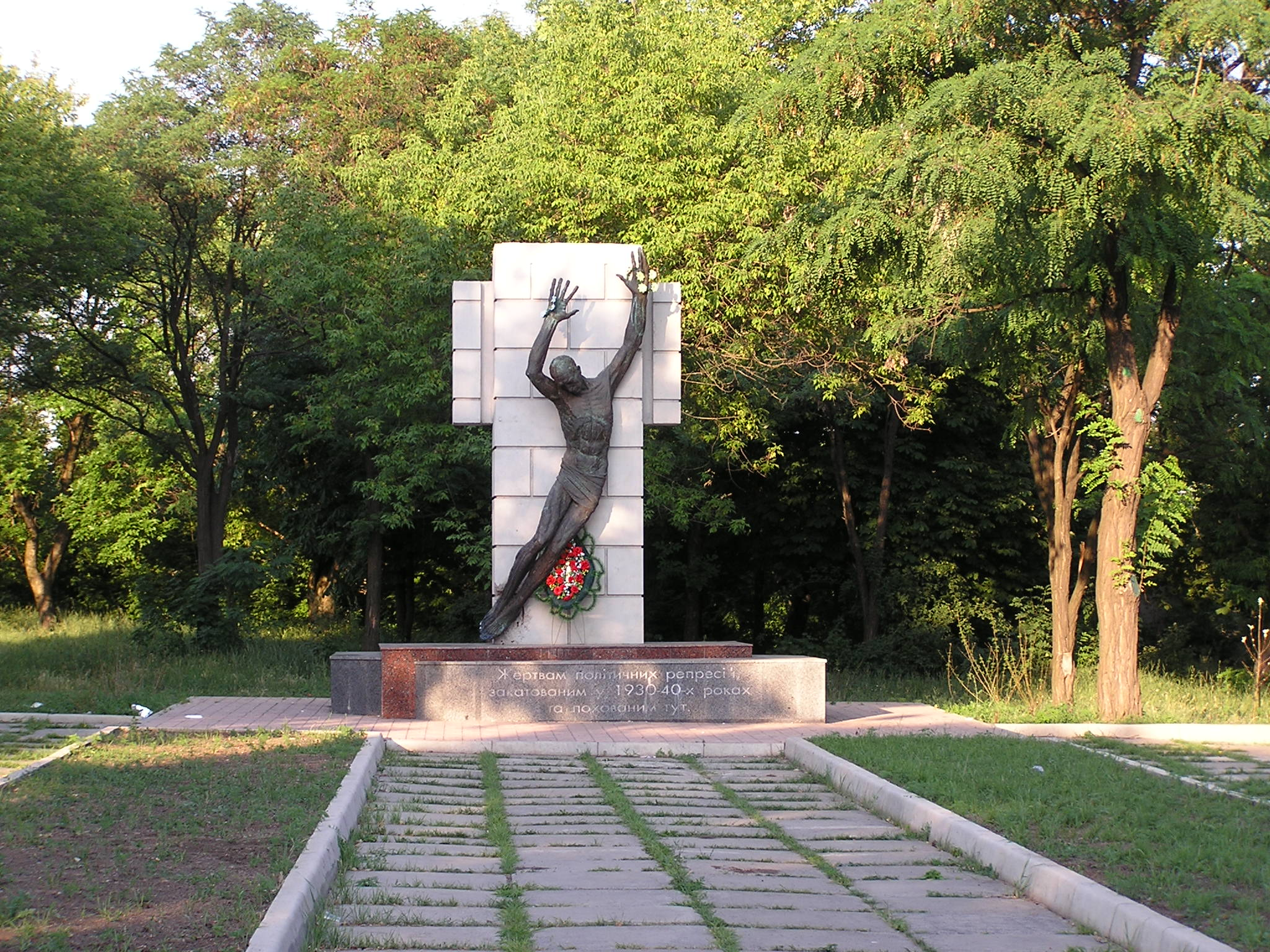
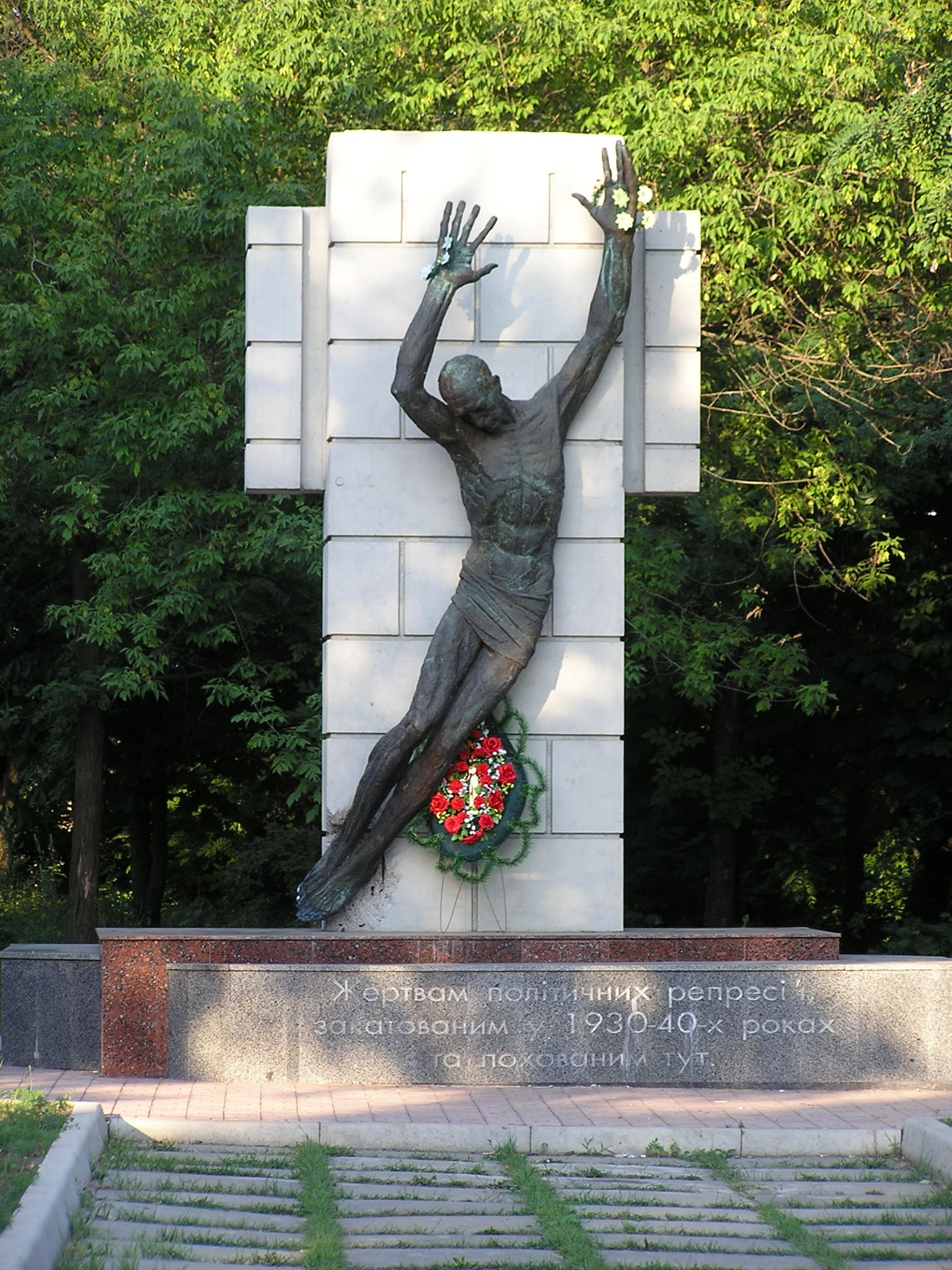
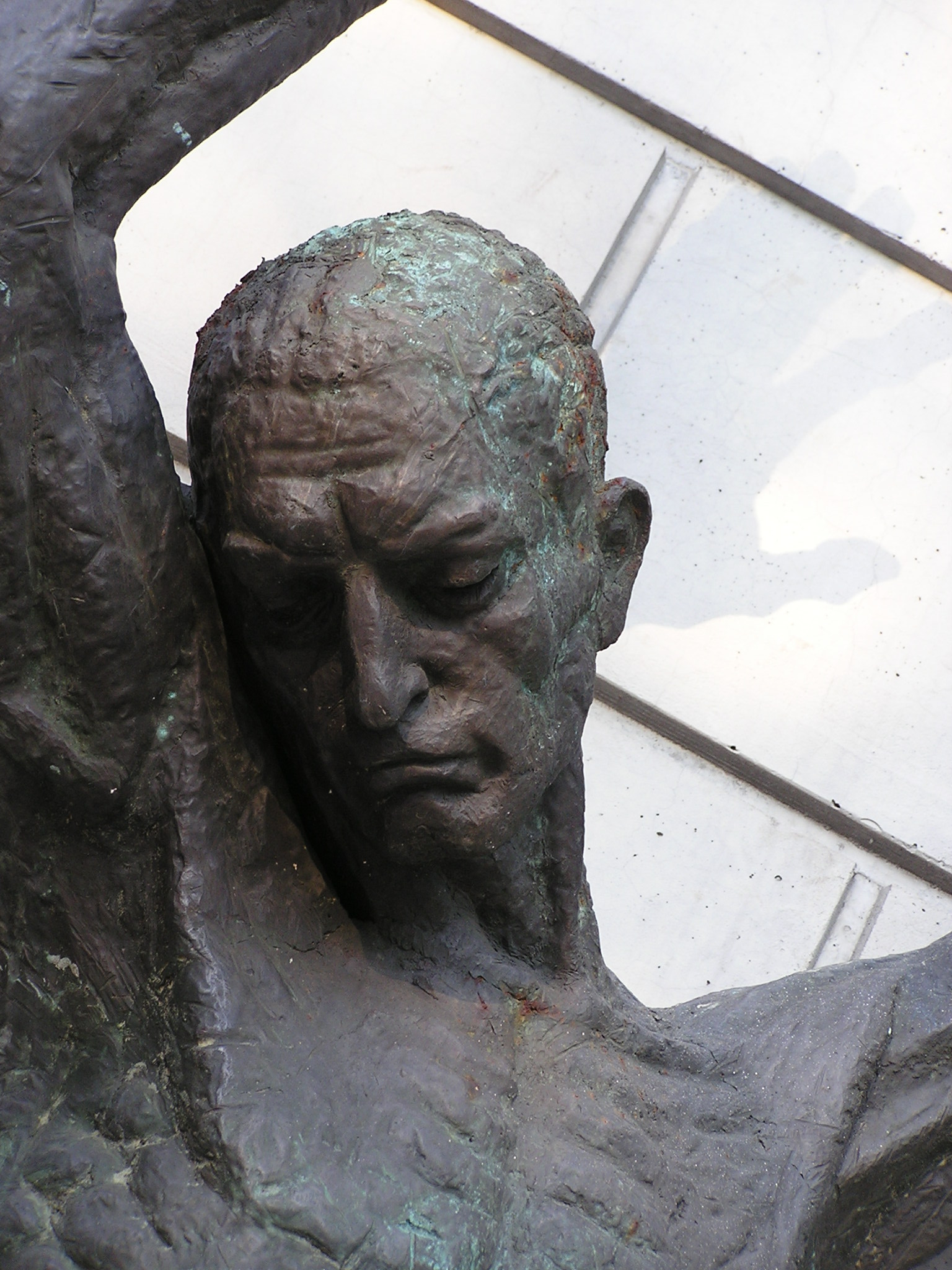

## Demjaniv Laz
Děmjaniv Laz je místo hromadných poprav vězňů z věznice NKVD nedaleko Ivano-Frankivska. K popravám došlo  před ústupem sovětských vojsk koncem června 1941. Při vykopávkách zde byly nalezeny lidské kosti a podařilo se identifikovat 524 osob a práce v archivech SBU umožnila určit jména dalších 400.
V roce 1970, po vysílání Rádia Svoboda o událostech z roku 1941, byla zdejší krajina změněna  bagry a buldozery, aby bylo zmařeno budoucí pátrání. Přesto byly v roce 1989 provedeny úspěšné vykopávky, které zorganizovala místní pobočka sdružení Memorial. V roce 1998 byl v blízkosti pohřebiště otevřen pamětní komplex Demjaniv Laz.

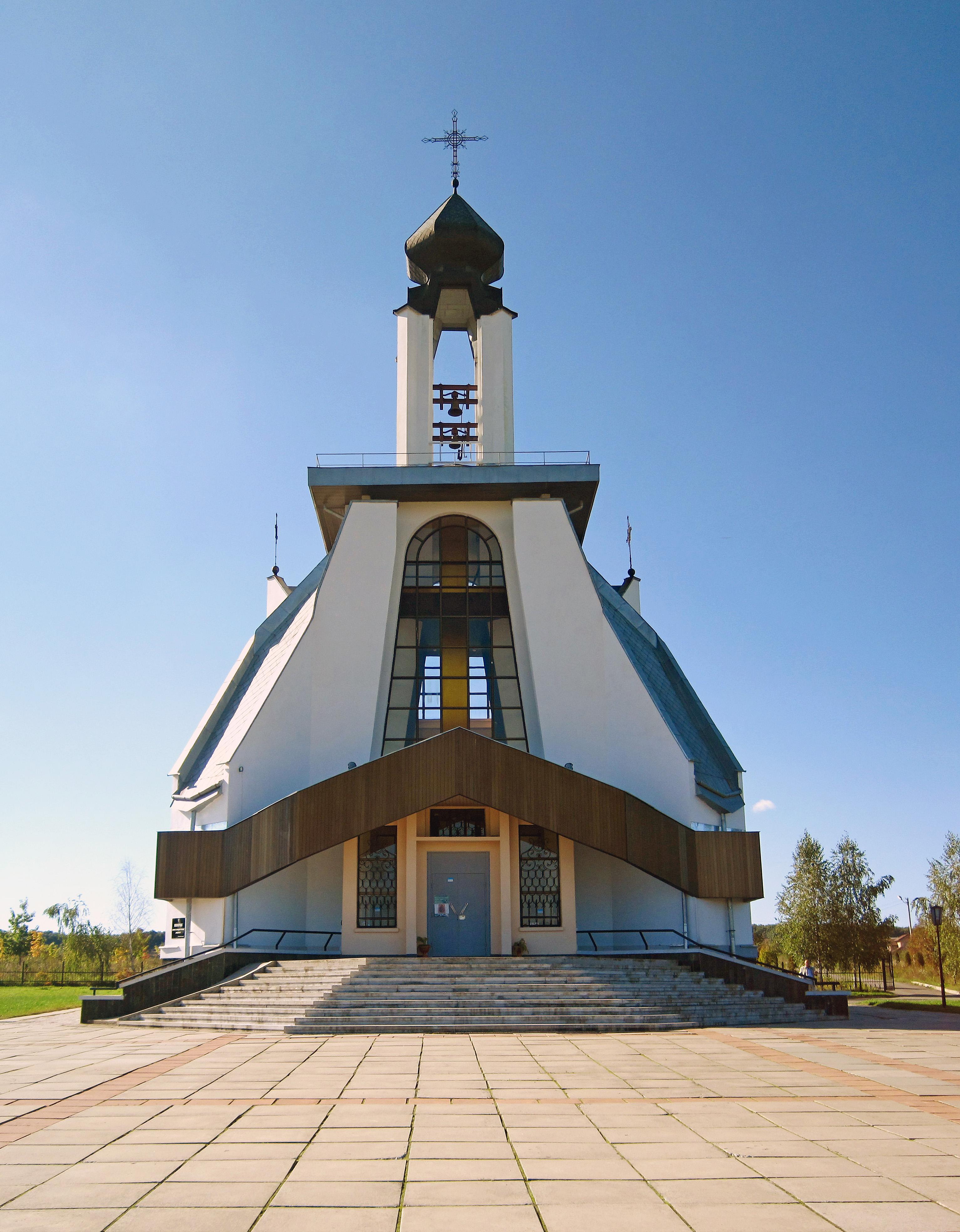
Demjaniv Laz
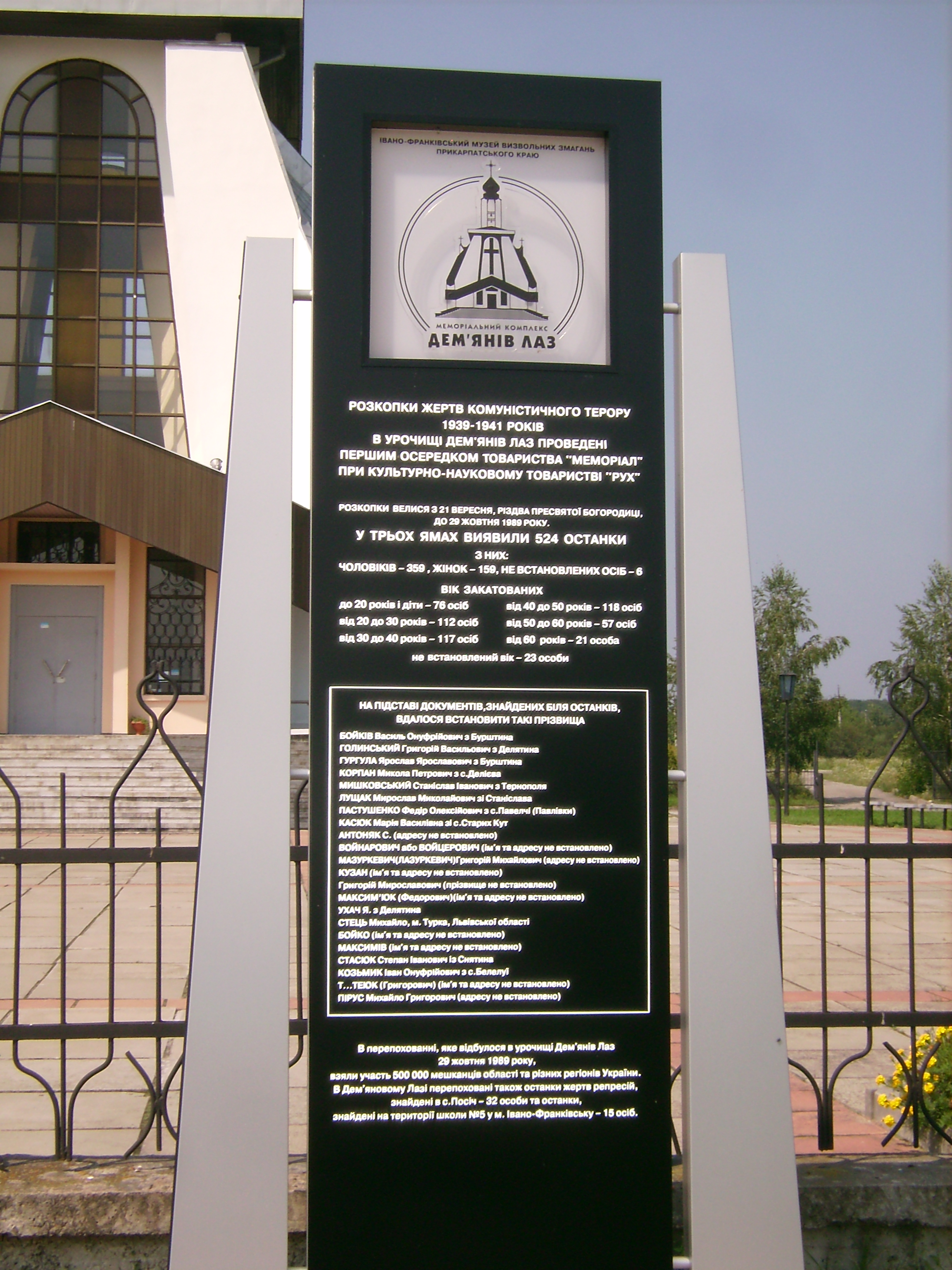
Demjaniv Laz
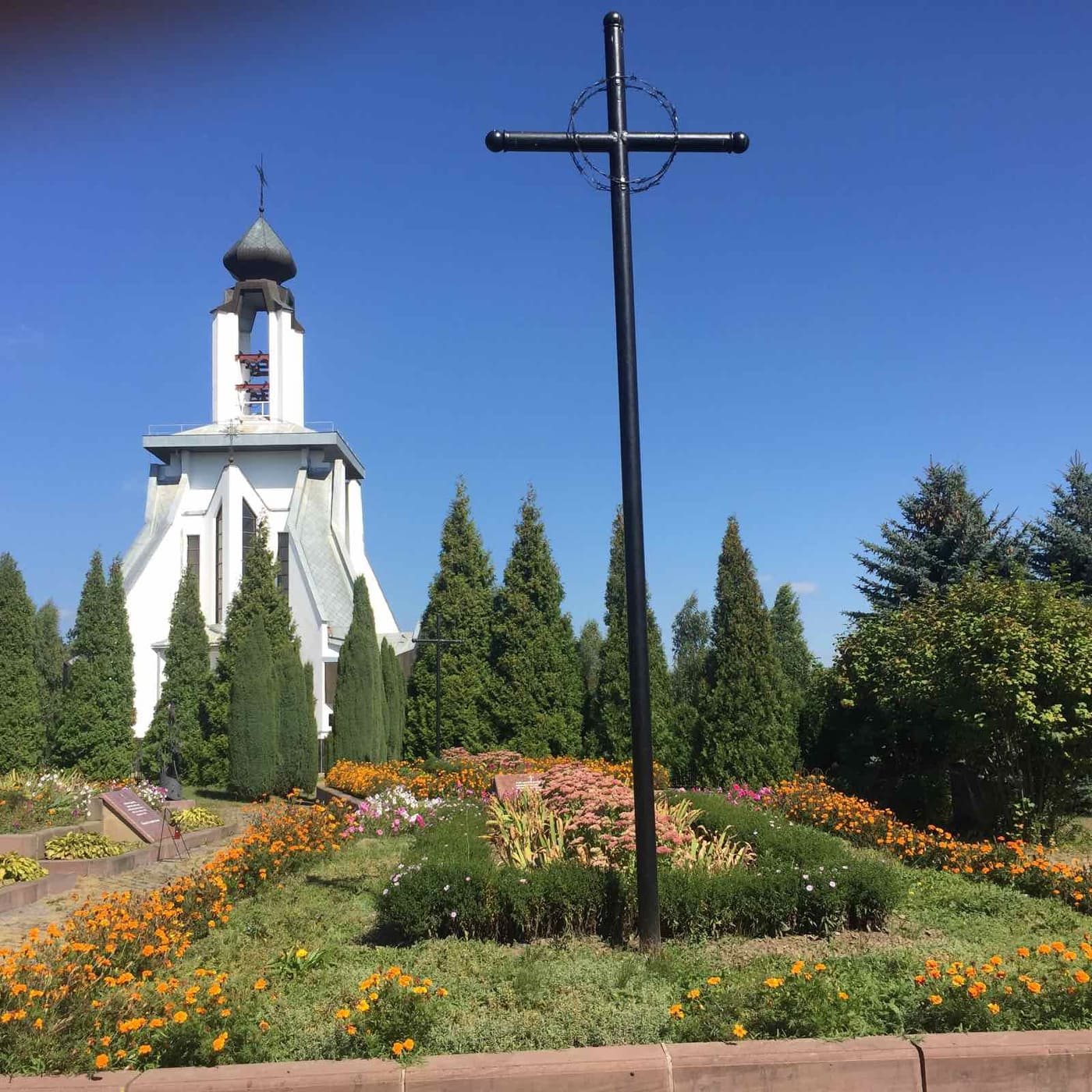
Demjaniv Laz
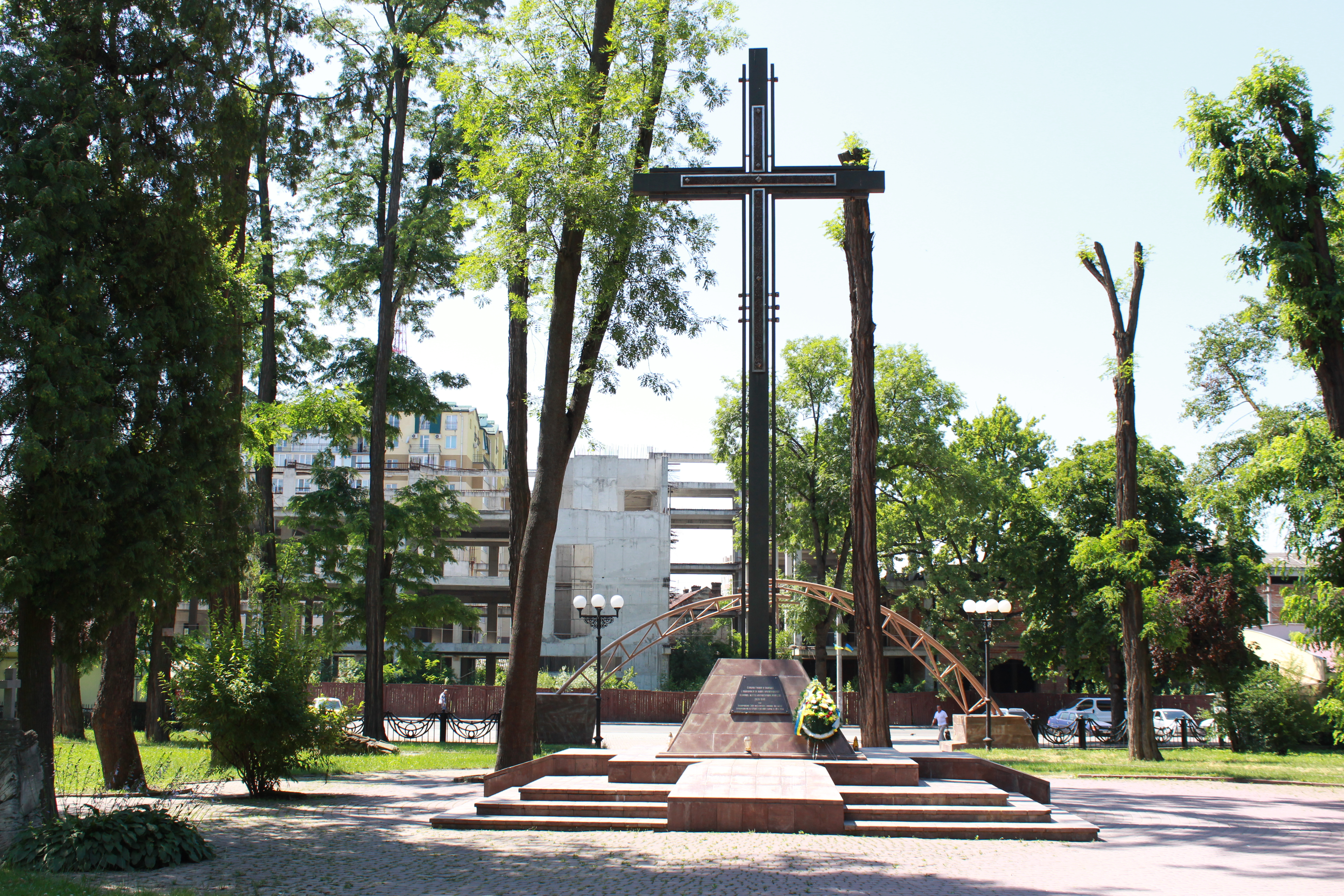
masový hrob 269 obětí stalinských represí v Ivano Frankivsku

## Salina
Salina je bývalý solný důl, v okrese Starosambir ve Lvovské oblasti, poblíž vesnice Solyanuvatka, nedaleko Dobromilu na Ukrajině. V červnových dnech roku 1941 NKVD v Salině zabila asi 3600 lidí a důl byl zcela zaplněn lidskými těly.  Obyvatelé Solyanuvatky tvrdí, že v předvečer tragédie byli do Saliny přivezeni zadržení z vězení v Przemyšlu . Během popravy v Salině neustále běžely motory, aby přehlušily výstřely a křik raněných. Kromě toho podle místních obyvatel byla z Przemyślu nákladními auty přivezena i těla již zabitých lidí. Když popravčí neměli dostatek munice, byli lidé umláceni dřevěnými kladivy a polomrtví shozeni do dolu do hloubky sto metrů. Hroby v Salině byly za sovětské éry několikrát zničeny - kříž byl vyhozen a okolí srovnáno se zemí. 

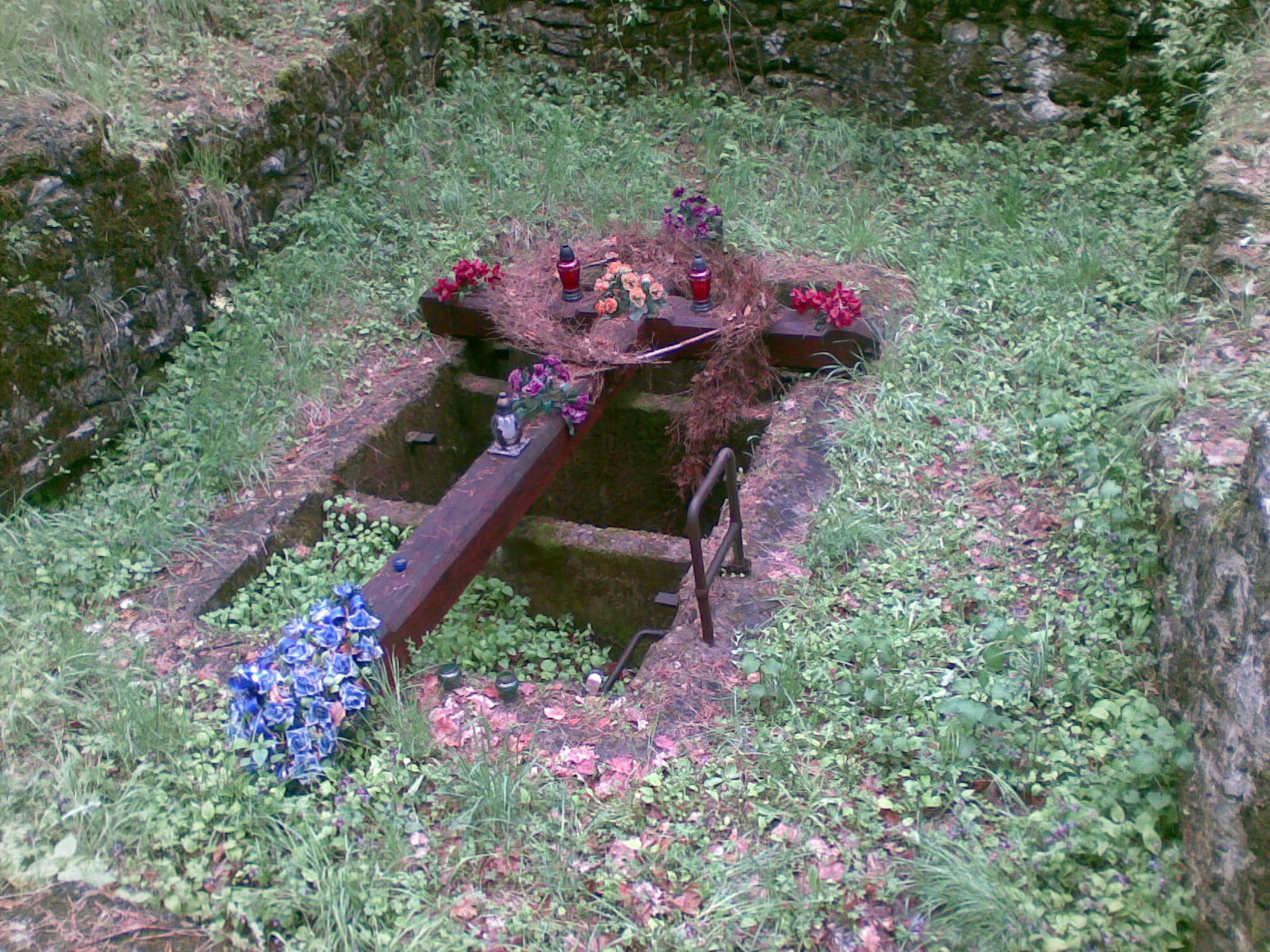
Salina tragedy
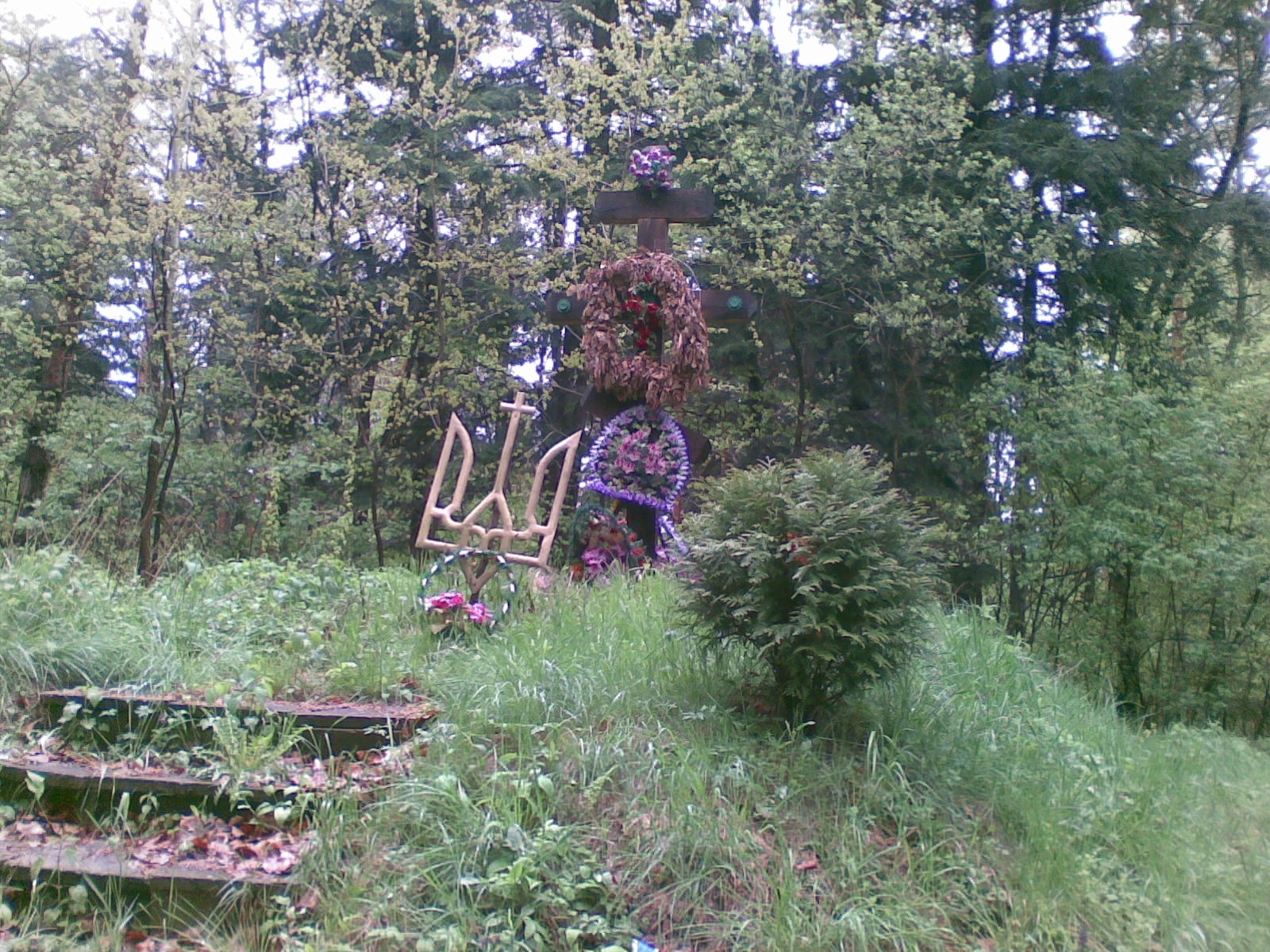
Memorial at the site of the Salina massacre

## Věznice na ul. Łącki, Lvov

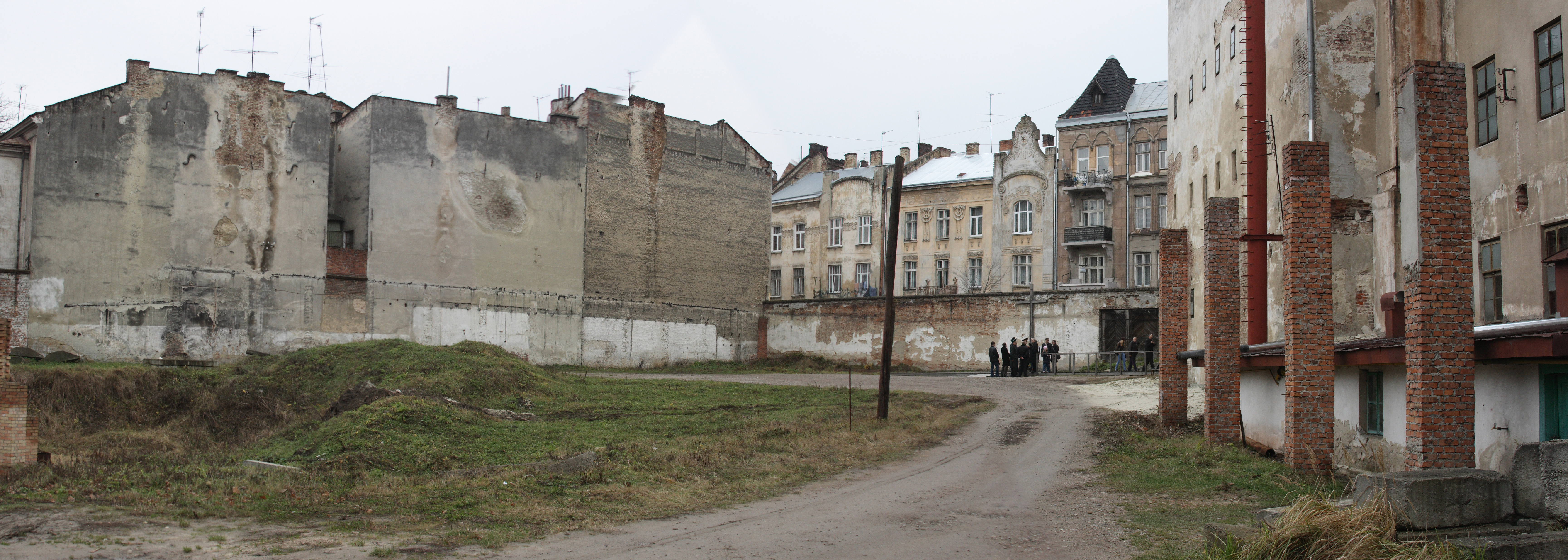
Dvůr vězení NKVD ve Lvově, místo pohřbu zavražděných vězňů

Budova v novorenesančním slohu byla postavena pro hlavní úřad rakousko-uherského četnictva ve městě. Část, kde se nachází věznice, byla postavena krátce po první světové válce v letech 1918-1920, kdy byl Lvov součástí Druhé polské republiky. Po vypuknutí druhé světové války v roce 1939 a rozdělení Druhé polské republiky mezi nacistické Německo a Sovětský svaz byla věznice přeměněna na věznici NKVD č. 1, která byla určena pro 1500 politických vězňů. V budově sídlila regionální správa NKVD. Během nacistické invaze do Sovětského svazu v červnu 1941 zastřelili agenti NKVD asi 1 000 vězňů, kteří mohli být pohřbeni na dvoře věznice až po příchodu německé armády. V letech 1941-1944 byla budova využívána jako zadržovací středisko gestapa a sídlila v ní kancelář Einsatzgruppen Sicherheitsdienstu. Dnes je zde Národní muzeum - Památník obětem okupačních režimů.

## Věznice Lutsk

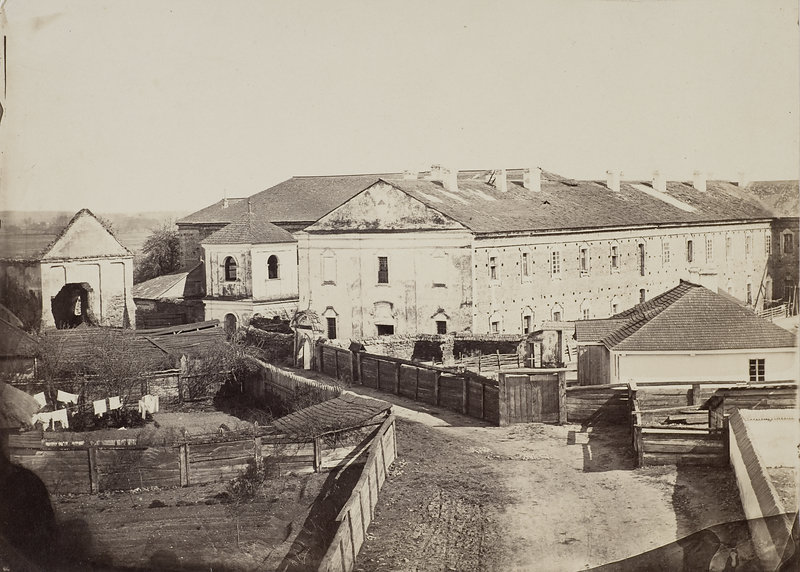
ЛуцькБригідокР

Lutská věznice vznikla přestavbou bývalého kláštera Řádu sv. Birgitty v areálu Lutského hradu roku 1890. V meziválečném období byli ve věznici kromě vězňů, kteří se dopustili trestných činů, také političtí vězni. Po uzavření Paktu Molotov–Ribbentrop a připojení Volyně k Sovětskému svazu se z ní stala věznice NKVD, kam byli svezeni kněží, příslušníci inteligence a podezřelí z členství v Organizaci ukrajinských nacionalistů. 
NKVD po napadení Sovětského svazu Německem ve dnech 22.-28. června 1941 vězně v Lutské věznici zavraždila. Popravy byly provedeny na základě směrnice lidového komisaře státní bezpečnosti SSSR Merkulova č. 2445-M z 23. června 1941, která nařizovala rozdělit vězně a část z nich poslat do Gulagu, zbylé postřílet. V celém regionu Lutska se to týkalo celkem 5,424 vězňů. Podle svědectví přeživších a různých odhadů bylo zavražděnov Lutské věznici 2-4 000 vězňů. Teprve německá armáda Lutský masakr vězňů vyfotografovala, dala sloužit mši a mrtvé nechala pohřbít. Během německé okupace byla zřízena komise, která v červenci 1941 s pomocí volyňské veřejnosti a národně-patriotické inteligence vybudovala nad hroby násep, pokryla je drnem, vztyčila dubové kříže, ohradila je nízkým plotem a vztyčila tabulky s údaji o počtu pohřbených vězňů - 1200, 800, 300, 1800. Po válce věznice dál sloužila Sovětské moci až do roku 1956 a v té době byly odstraněny kříže a hroby srovnány se zemí. Od roku 1991 zde probíhal archeologický výzkum a byla shromažďována svědectví o masakru. Exhumace obětí proběhla až roku 2009.

## Mikulinecký hřbitov ve městě Ternopil

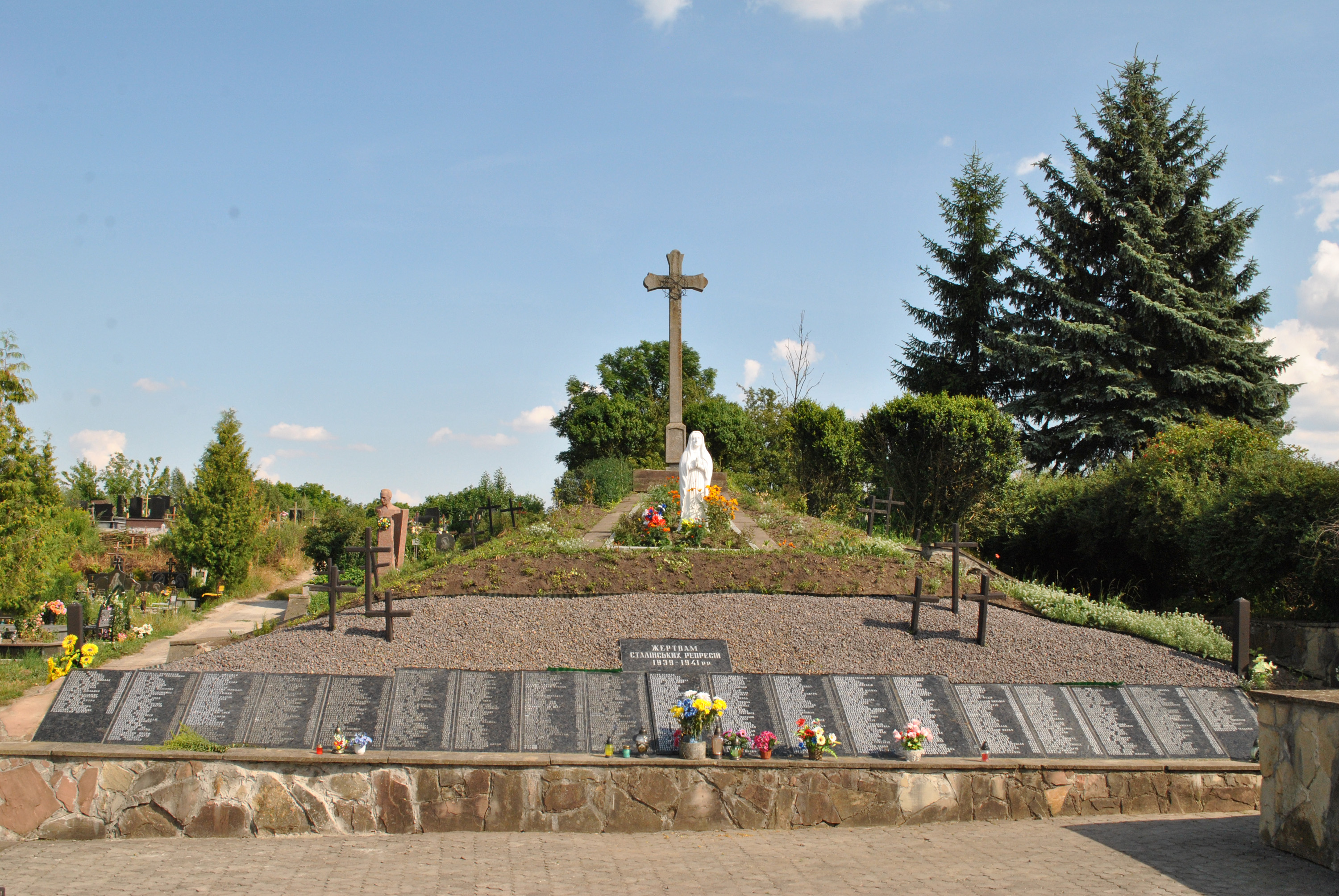
Masový hrob obětí totalitního režimu, Ternopil

Na hřbirově se nachází masový hrob obětí bolševického teroru z let 1939-1941. Jen koncem června 1941 NKVD v městském vězení v Ternopilu popravila 581 osob, podle jiných zdrojů 640 osob. V sektoru XV hřbitova je mohyla s křížem na symbolickém pohřebišti se jmény obětí. Poblíž mohyly se nachází hrob poručíka UPA Omeljana Polevoje - "Ostapa".

## Památník obětí Tribi
Památník byl zřízen nad znovu pohřbenými těly obětí NKVD vyzvednutými z bývalé pískovny poblíž obcí Tribi a Makuhivka v regionu Poltava. Poltavská oblast byla jedním z regionů nejvíce postižených stalinským totalitním režimem.  Od roku 1929 zde bylo represemi postiženo více než 400 000 lidí. V roce 1937 byla zlikvidována téměř celá špička stranického a odborového aparátu v Poltavské oblasti. Oběťmi NKVD byli bohatí obyvatelé Poltavy, vojáci, kněží a intelektuálové, kteří byli neoprávněně obviněni ze špionáže, spojení se zahraniční rozvědkou apod.
V letech 1937-1938 byly sklepní prostory bývalé Poltavské rolnické banky, kde tehdy sídlilo oblastní oddělení NKVD v Poltavské oblasti, přeměněny na vězeňské cely. V těchto sklepeních se vykonávaly tresty smrti. Zpočátku byla těla mrtvých tajně pohřbívána do bezejmenných hrobů na starém městském hřbitově, ale když se počet zastřelených počítal na tisíce, začalo se hromadně pohřbívat za městem - v pískovém lomu u trati u obce Triba. Těla zastřelených byla pohřbívána po několika desítkách do vykopaných příkopů bez označení. Přesný počet lidí pohřbených u Triby není znám a do památníku byly přeneseny ostatky pouze 200 osob. V 70. a 80. letech 20. století místo vyrabovali lupiči.

## Sucha Balka, Luhansk
V letech 1937-1942 bylo na území obce Sucha Balka tajně zastřeleno a pohřbeno jednotkami NKVD více než 2000 obyvatel Luhanské oblasti. Z iniciativy luhanského spolku Memorial byl v roce 1997 na místě hromadného hrobu obětí v Suché Balce na náklady spolku Memorial a luhanské radnice vztyčen pamětní kříž a oblouk. Kříž byl po vandalských útocích již čtyřikrát obnoven.

## Památník obětem totalitarismu Piatychatky

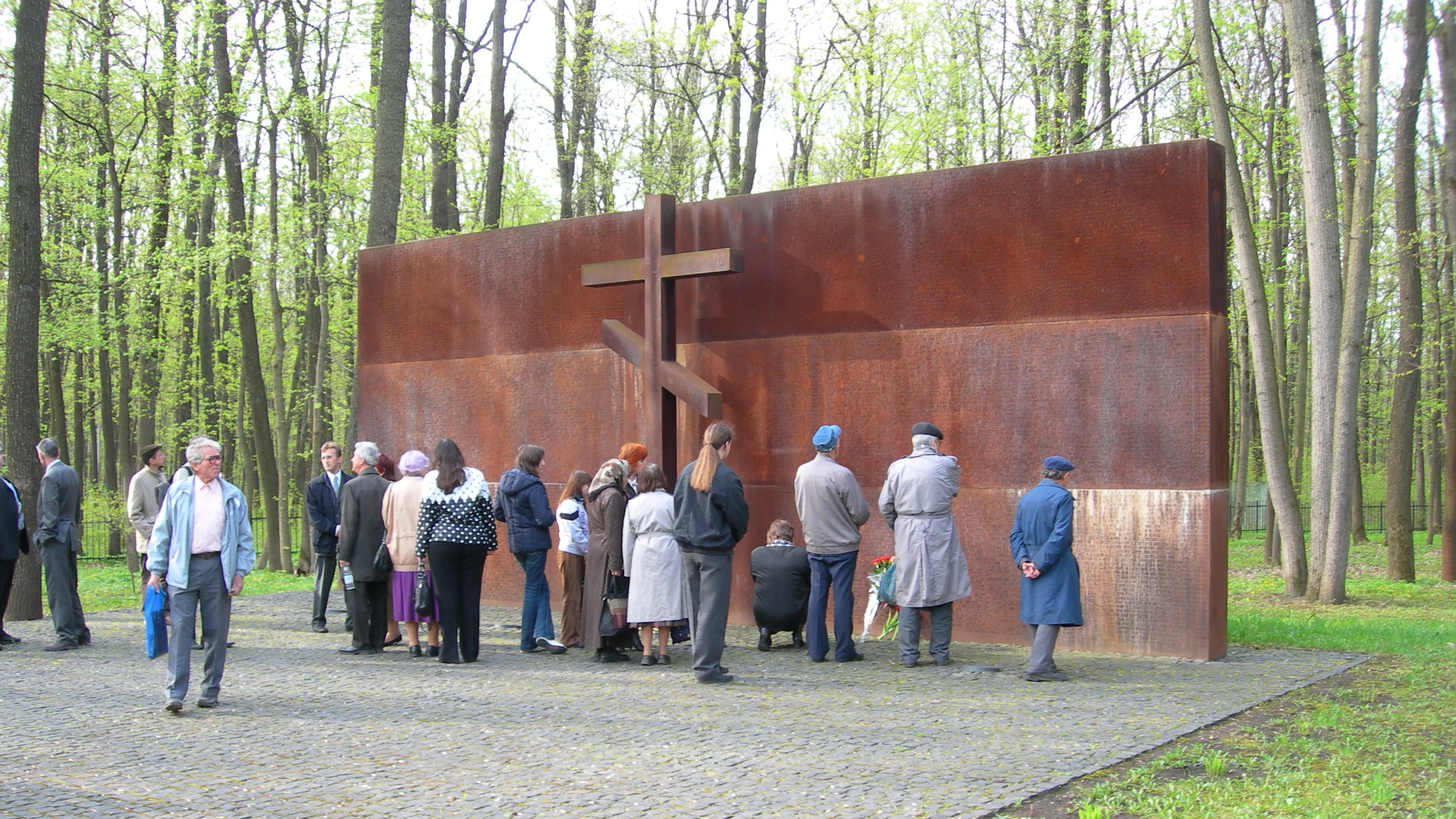
Piatykhatky

Památník obětem totality byl odhalen 17. června 2000 z iniciativy prezidentů Ukrajiny a Polska v Charkovském lesoparku. Symbolizuje ho Čestný vojenský kříž, v jehož blízkosti jsou stély se jmény ukrajinských a polských vojáků zastřelených NKVD v letech 1938-1940, kteří byli pohřbeni v hromadných hrobech v lesoparku. V roce 1940 zde bylo zastřeleno 3 809 polských důstojníků, kteří byli posláni do UNKVD SSSR v Charkovské oblasti z tábora Starobilsk, a 500 polských civilistů. 
Takzvaný okrsek č. 6 v Charkovském lesoparku se stal místem odpočinku pro tisíce ukrajinských občanů, kteří byli před válkou vězněni a zastřeleni. V 60 hrobech jsou pohřbeny ostatky 2 746 bývalých sovětských občanů různých národností, kteří se stali obětí tzv. Velké čistky v letech 1937-1938.

## Pomník obětí represí, Chmelnyckyj

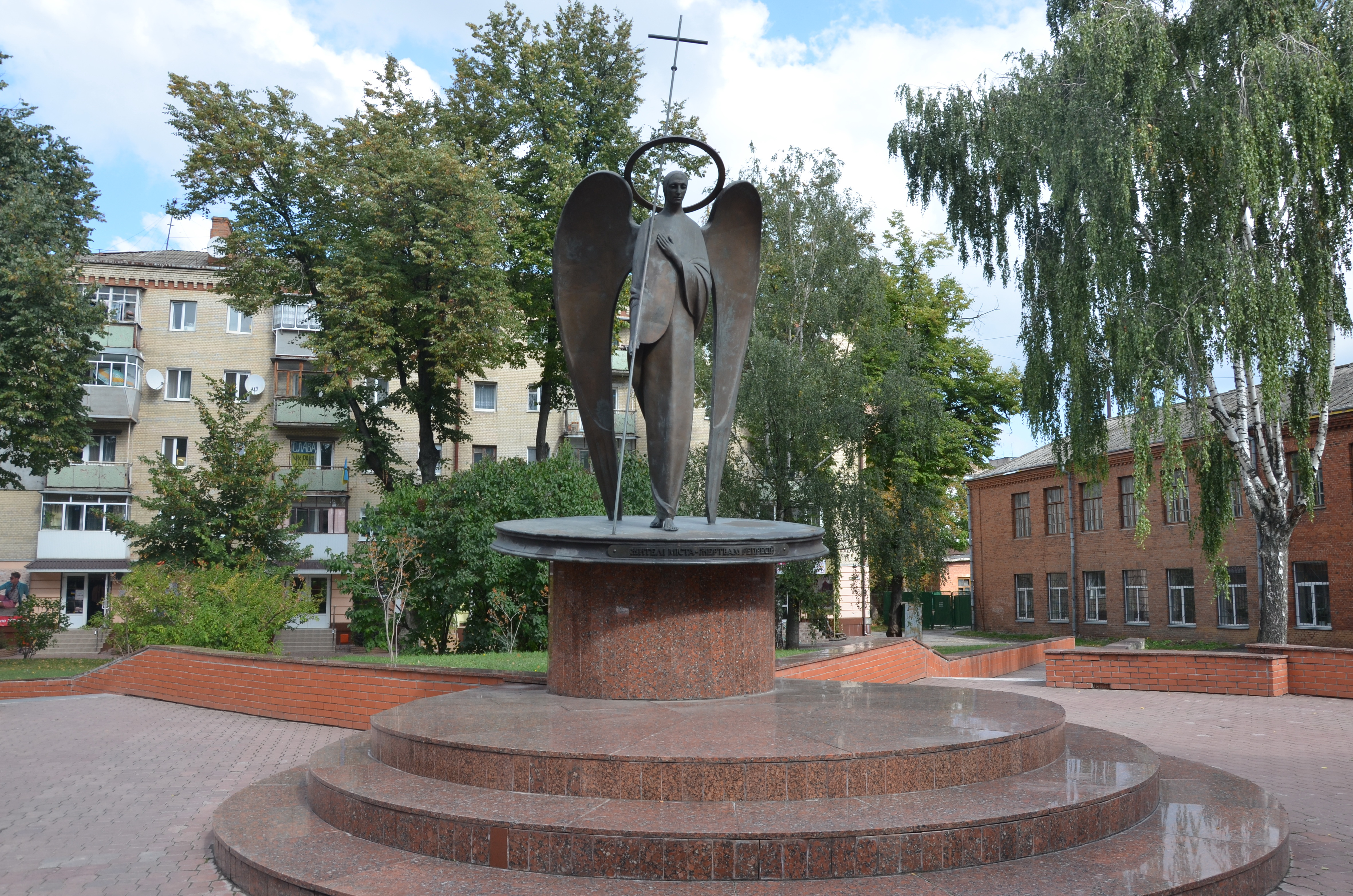
Anděl smutku, 61 Proskurivská ul., Chmelnyckyj

Podle vedoucího specialisty oddělení správy informací a dokumentů Chmelnického oblastního státního archivu Jurije Ol'yinika se v Chmelnickém regionu podle neúplných údajů stalo obětí politických represí více než 120 000 lidí, z nichž více než 53 000 zemřelo. Jedním z míst tajného pohřbívání je zvláštní objekt bývalého oblastního oddělení NKVD, kde byl koncem 60. let 20. století vybudován Ústřední obchodní dům.

## Památník obětem stalinských represí, Oděsa
Památník byl odhalen na druhém křesťanském hřbitově v Oděse 10. října 1997. Podle údajů získaných díky práci Státní komise kabinetu ministrů Ukrajiny se v hromadných hrobech na 135. parcele Druhého křesťanského hřbitova nacházejí ostatky celkem 3 000-6 000 lidí. Většina z nich byla zastřelena v době stalinských represí. V hromadných hrobech jsou pohřbeni obyvatelé města Oděsy a Oděské oblasti. Podle přibližných údajů je celková plocha masového hrobu 180 x 110 metrů a hloubka až 6 metrů. Z archivních údajů a svědectví lidí shromáždili tyto poznatky členové oděského spolku Memorial.
Místo, kde jsou pohřbeny exhumované ostatky 147 lidí popravených koncem 30. let 20. století, bylo zakryto deskami. Byla vztyčena žulová stéla s nápisem a pamětní deska se třemi kříži. Texty: "Neznámým popraveným během stalinských represí. Jejich jména, Pane, znáš" (na desce u kříže, v ruštině); "Zde jsou pohřbeny ostatky obětí masových represí, popravených v letech 1920-1940" (na stéle v ruštině).

## Pamětní kříž obětem hladomoru a politických represí, Čerkasy
V období od 5. září 1937 do 27. října 1938 bylo v Čerkasech zastřeleno 1 144 lidí. Pamětní deska v katedrálním parku, postavená v roce 2006, připomíná památku obětí hladomoru a politických represí v Čerkasech.

## Pomník obětem represí Umaň
Pomník obětem represí byl postaven na území katolického (miščanského) hřbitova na ulici Zaliznyak v Umani. Oběti byly většinou vězni z Čortkova. Někteří byli zastřeleni na místě bez soudu a vyšetřování, někteří byli zastřeleni cestou z Čortkova do Umani při pokusu o útěk, ale většina byla zastřelena v Umani. Podle rozkazu vojenského prokurátora frontu a zástupce lidového komisaře Státní bezpečnosti Tkačenka bylo zabito 767 vězňů, odsouzených a vyšetřovaných podle kontrarevolučních článků. Malé skupinky lidí byly nahnány do sklepa a za zvuku motorů aut zastřeleny. Pohřbívání popravených obětí represí probíhalo na území dvora místního velitelství NKVD a na území, které k němu přiléhalo, a také na hřbitově Mischański, kde byly pohřbeny ostatky 1 402 mužů.

## Žytomyr a Berdičiv
V Žytomyru, centru Žytomyrské oblasti, bylo v letech 1937-1938 zastřeleno a tajně pohřbeno nejméně 15 000 lidí na starém židovském hřbitově a na území dnešního tuberkulózního dispenzáře. Na základě zápisů ze schůzí kyjevské "trojky" UNKVD, moskevské "dvojky" a aktů o realizaci těchto rozhodnutí bylo v Žytomyru a Berdyčivě jen za období od 5. srpna do 31. prosince 1938 zastřeleno nejméně 901 osob. Později byla stanovena kvóta, 500 popravených denně, která byla ještě navýšena na žádost popravčích. V roce 2003 byl na místě poprav postaven skromný památník. Mezi tehdy odhadem 15 000 popravenými bylo i mnoho volyňských Čechů. Jedna z desek pomníku v Žytomyru připomíná i popravu 80 nevinných Čechů na den svatého Václava 28. září 1938.

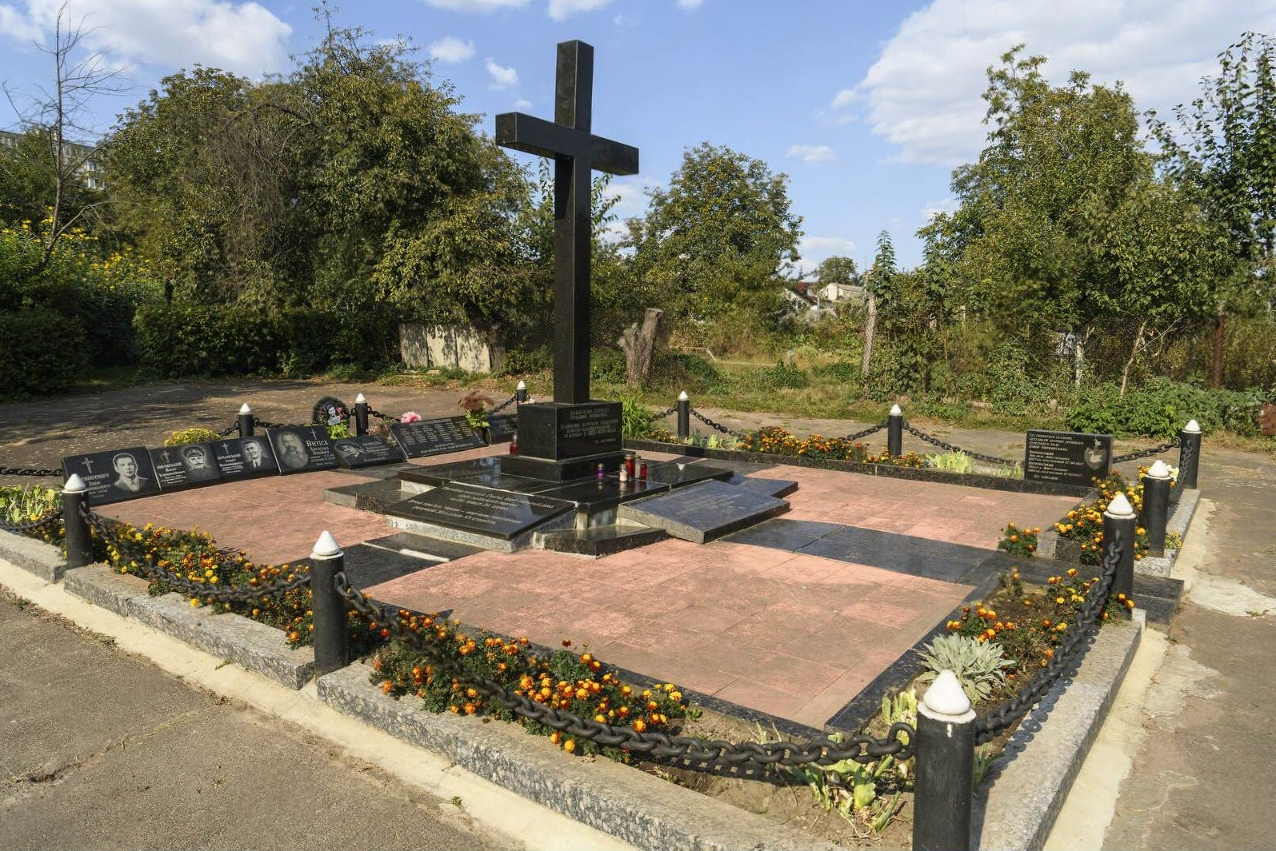
Památník Obětí politických represí v Žytomyru

## Památník obětem komunismu v Kovelu
Dne 23. června 1941 byli zastřeleni vězni místní věznice. Mezi vězni bylo mnoho mladých mužů a žen, kteří bránili nezávislost Ukrajiny, propagovali rodný jazyk, ukrajinskou píseň. Náčelníci věznic, jejichž území mohli Němci v prvních dnech války obsadit, dostávali telegramy nařizující likvidaci vězňů bez ohledu na to, k čemu a na jak dlouho byli odsouzeni.

## Černihiv
Černihiv, od roku 1932 centrum Černihivské oblasti Ukrajinské SSR, je největším městem na silniční i železniční trase Kyjev–Bělorusko. Jen v roce 1937 bylo v Černihivské oblasti vězněno více než 9,5 tisíce lidí. Hlavním místem hromadného pohřbívání lidí zastřelených NKVD v Černihivu byl les u vesnice Chaljavin. V květnu roku 2009 vyšel svazek vědecko-dokumentární řady "Rehabilitovaní dějinami", která jmenovitě připomíná všechny, kteří v těch strašných letech zemřeli.

## Sumy
Kaple Ochrany Svaté Bohorodice na památku obětí tragických událostí minulého století byla postavena v lednu 2008 na místě původního sumského kostela Svaté Bohorodice který bolševici roku 1932 zničili trhavinou. Kaple postavená na místě kostela a vysvěcená 22. října 2008 se stala symbolem památky všech zbořených kostelů v Sumské oblasti.

## Památník obětem komunistického režimu, Dnipro

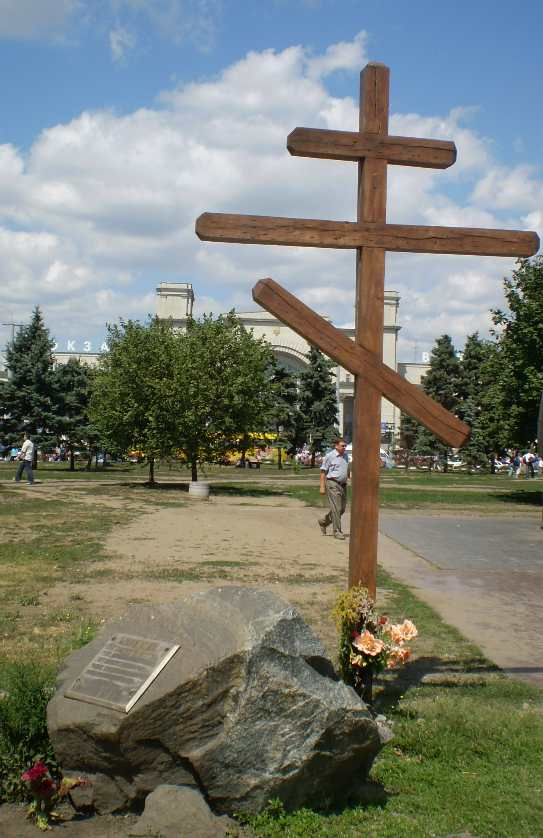
Дніпр-ськ вбитим комуністичною владою

Pamětní kříž v Dnipru (Dněpropetrovsku) věnovaný Ukrajincům má nápis: Milionům lidí kteří zemřeli během hladomorů v letech 1920-23, 1932-33, 1946-47. Politickým vězňům a utlačovaným Ukrajincům umučeným v koncentračních táborech SSSR komunistickou mocí v letech 1917–91. Odhalen 26. listopadu 2005.

## Památník Bila Cerkva
Památník obětem hladomoru v letech 1922-1923. V době stalinských čistek bylo v Bile Cerkvi od 5. září do 31. ledna 1938 zastřeleno nejméně 177 lidí.

## Tragedie u Zališčyku

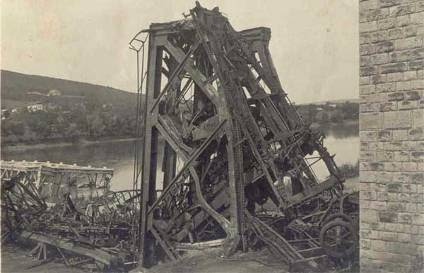
Zničený most přes Dněstr u Zališčyku

23. června 1941 byl vydán rozkaz vedoucího vězeňského oddělení NKVD SSSR, kapitána Filipova, který nařizoval evakuaci vězňů z přeplněných věznic na západě Ukrajiny do táborů Gulag. Pro panující chaos a nedostatek přepravní kapacity železnice byla nakonec většina vězňů postřílena na místě a do evakuačních vagonů se dostala jen malá část z nich. Mezi 4.-5. červencem 1941, kdy na obou stranách mostu stály dva vlaky se zajatci (14 vagonů - každý s 50-70 lidmi), vyhodila NKVD most i s vlakem z taktických důvodů do povětří. Mezi vězni byli především mladí lidé z věznic Čortkiv a Kolomyia, pocházející z Bukoviny, Lviva, Ternopilu a Ivano-Frankivska. NKVD polila další vagony benzinem a zapálila. Těla několika vězňů, kteří měli ruce svázané drátem, vyplavila řeka Dněstr v Moldavsku. Celou tragédii viděl a popsal očitý svědek a zaznamenal ji historik a někdejší ředitel Slobidské střední školy Anton Mohyliuk.

## „Věznice Stryjska“, Drohobyč
Dům v ulici Stryjska v Drohobyči byl od roku 1939 sídlem místní NKVD a věznicí. Podle souhrnných údajů o vyhlazování vězňů ve věznicích na západní Ukrajině od konce června do začátku července 1941 činí počet obětí přes 24 000, z toho 1 200 v Drohobyči. Oběti, které NKVD naházela do třicet metrů hluboké studny, ze které čerpala vodu vězeňská kuchyně, objevili až němečtí vojáci. Po válce byla v budově Matematicko-fyzikální fakulta Pedagogického institutu a pravda o masakru vězňů byla odhalena až nezávislou komisí obnovené Ukrajiny roku 1990. V říjnu 1990 byly v Drohobyči vykopány ostatky 486 tehdejších obětí a 14. července 1991 byly s poctami znovu pohřbeny. 12. července 2012 byl na tomto místě otevřen Památník obětí "Věznice Stryjska" se seznamy identifikovaných obětí na pamětních deskách a o rok později byla otevřena muzejní expozice.

## Další masové hroby
Svědectví o vraždách provedených NKVD se nacházejí i po roce 2000. Roku 2002 byl odhalen masový hrob pod podlahou kláštera v obci Žovka poblíž Lvova během rekonstrukčních prací. Bylo v něm asi 100 těl v několika vrstvách, z toho asi třetina dětí. Těla byla pohřbena koncem 40. let, kdy v klášteře sídlila NKVD. Místní obyvatelé svědčili, že v té době se záhadně ztráceli lidé.